# Tifone (mitologia)
Tifone, anche detto Tifeo (in greco antico: Τυφῶν?, Typhôn o Τυφάων, Typháōn), Tisifeo o Tifoeo, il cui nome vuole dire "fumo stupefacente" (da τύφειν, "fare fumo") era, nella mitologia greca, il figlio minore di Gea e Tartaro. 

## Genealogia
Secondo una versione, Tifone era figlio di Gea e Tartaro (letteralmente la terra e l'inferno) quest'ultimo ritratto quindi non soltanto come il regno sotterraneo ancora più in profondità dell'Oltretomba ma come una delle entità primordiali ancora più antiche degli dei e i Titani.
Secondo un'altra versione, Gea, addolorata per la sconfitta dei suoi figli, i Titani e i Giganti, per opera di Zeus, si lamentò di lui presso la moglie del re degli dèi: Era. La regina degli dèi credette alle parole della dea e, decisa a vendicarsi contro il suo consorte, si rivolse a Crono, che Zeus aveva precedentemente spodestato, e lo pregò di aiutarla. Deciso a vendicarsi del figlio-rivale, il re dei titani e del tempo si masturbò su due uova, che affidò alla dea, aggiungendo di sotterrarle in modo che, al tempo prestabilito, si aprissero per dare alla luce un mostro capace di spodestare lo stesso Zeus. Era ascoltò i suoi suggerimenti e, dopo un certo periodo, da quelle uova nacque il mostro Tifone.
Un'altra versione narra che Tifone fosse nato da Era senza la collaborazione di Zeus e che ella lo avesse affidato alla dragonessa Delfine.
Secondo il poeta Eschilo, Tifone fu confinato nell'Etna e fu motivo di eruzioni. Anche Pindaro colloca il titano sotto il monte Etna.
Si unì ad Echidna da cui ebbe come figli Ortro, Cerbero, Sfinge, Idra di Lerna, Chimera, Leone Nemeo, scrofa di Crommione, avvoltoio di Prometeo, Porcete, Caribea (i due serpenti che assalirono e uccisero Laocoonte e i suoi figli), Drago della Colchide (che custodiva il Vello d'Oro) e Ladone.

## Aspetto

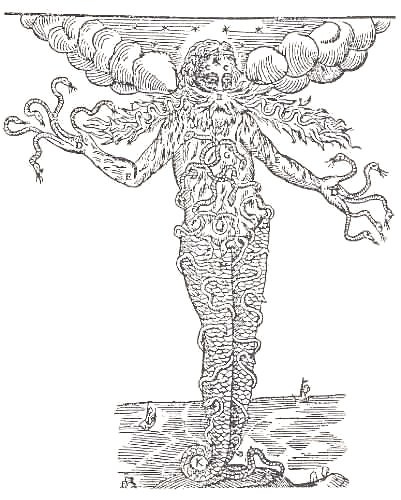
Tifone rappresentato nell'Oedipus Aegyptiacus di Athanasius Kircher (1623)

(Luciano De Crescenzo, Zeus - Le gesta degli dei e degli eroi)

## La battaglia contro Zeus
Una volta cresciuto, Tifone salì fino al Monte Olimpo e incusse una tale paura agli dèi che questi si trasformarono in animali e si rifugiarono in Egitto (dove avrebbero dato vita al culto locale degli dèi animali). Così si trasformarono gli dèi:
- Zeus si fece ariete;
- Afrodite si fece pesce;
- Apollo si fece corvo (forse associato a Gebka; tuttavia solitamente Apollo è identificato con Horo);
- Dioniso si fece capra (questo dio è però solitamente associato al dio egizio Osiride);
- Era si fece vacca bianca, dando origine al culto di Hathor;
- Artemide si fece gatto, dando origine al culto di Bastet;
- Ares si fece cinghiale;
- Ermes si fece ibis, dando origine al culto di Thot;
- Ade si fece sciacallo, dando origine al culto di Anubi;
- Pan trasformò la sua parte inferiore in un pesce, quella superiore in capra e si nascose in un fiume (dando origine al “capricorno”).

Ma Zeus fu aspramente redarguito dalla figlia Atena, che gli ricordò come da lui dipendesse il destino dell'umanità. Le due divinità assunsero così anch'esse proporzioni gigantesche ed affrontarono il mostro sul monte Casio, ai confini dell'Egitto. Nel primo, durissimo scontro Atena fu messa fuori combattimento in pochi istanti, ma subito dopo Zeus riuscì a respingere Tifone con un potente fulmine e quindi ad abbatterlo a colpi di falce. Quando però il re degli dèi si avvicinò per scagliare il colpo decisivo, Tifone gli strappò l'arma dalle mani e lo ferì gravemente, imprigionandolo poi in una caverna della Cilicia. Ermes e Pan accorsero allora a salvare Zeus. Pan distrasse il mostro con il suo flauto magico, mentre Ermes liberò Zeus dalla prigione e lo curò. Il dio raggiunse l'Olimpo, prese la guida del suo carro alato trainato da cavalli volanti e cominciò ad inseguire il gigante, colto di sorpresa dalla sua reazione. Una prima violenta battaglia si ebbe sul Monte Nisa e una seconda in Tracia, dove Tifone, ormai privo di controllo, cercò di fermare Zeus lanciandogli addosso intere montagne, ma ogni volta il dio lo colpì implacabile con le folgori. Alla fine Tifone fuggì verso occidente e giunto in Sicilia tentò una disperata difesa sollevando l'intera isola per gettarla contro il Re dell'Olimpo. A questo punto, Zeus scagliò contro il gigante un ultimo, potentissimo fulmine che lo colpì in pieno. Tifone perse la presa e rimase schiacciato sotto l'isola che gli crollò addosso.
(Esiodo, Teogonia)

## Simboli

### Allegoria
Tifone impersona allegoricamente le forze vulcaniche e anche per questo fu considerato il padre dei venti impetuosi (tifoni).

## Nella cultura di massa
- Tifone appare nel romanzo Percy Jackson e gli dei dell'Olimpo: la battaglia del labirinto, in cui è il mostro più potente dell'esercito di Crono.
- Tifone appare come nemico nel videogioco God of War II. Nonostante non sia un vero e proprio boss, si rivelerà lo stesso un ostacolo per Kratos, dato che può soffiare così forte da creare delle bufere di vento.
- Tifone appare nel manga Magico di Naoki Iwamoto, di cui è l'antagonista finale. Il suo obiettivo è usare il suo potere magico, reso apparentemente illimitato da un rituale, per riunirsi con Echidna, per poi combinare il suo potere al proprio per cancellare l'universo e crearne uno in cui esistevano solo lui ed Echidna.
- Tifone è l'antagonista principale del romanzo I Cavalieri dello zodiaco - Gigantomachia.
- Typhon (Tifone) è uno dei Boss del videogioco "Rygar: The Legendary Adventure". Si trova nel Tartaro e viene rappresentato come una sorta di Idra alata a più teste, che hanno l'aspetto di quella di un neonato.
- Tifone appare nel gioco Immortal Fenyx Rising come nemico principale del gioco.
- Tifone viene nominato nella seconda stagione di Blood Of Zeus.
- Tifone appare nel gioco Hades II come uno dei nemici principali del gioco.